# Simonne Gerbehaye
Simonne Ghislaine Mathilde Gerbehaye (Senzeille, 5 augustus 1899 - Namen, 14 juli 1987) was een Belgisch politicus en weerstander. Zij was van 1950 tot 1961 senator voor de PSC en van 1947 tot 1976 burgemeester van haar geboortedorp.

## Levensloop
Gerbehaye was de dochter van Félix Gerbehaye, een smid die een metaalconstructiebedrijf gestart was in Senzeille in de provincie Namen. Tijdens de Eerste Wereldoorlog vluchtte de familie naar het Franse Le Havre. Het familiale bedrijf werd door de Duitse bezetters vernield en haar broer Paul, die voorbestemd was om haar vader op te volgen als bedrijfsleider, sneuvelde in 1917.
In 1921 huwde Simonne met de Vlaming Julien Lehouck, afkomstig uit Egem, die het jaar voordien als atleet had deelgenomen aan de Olympische Spelen in Antwerpen. Na de dood van haar vader nam Lehouck de leiding van de fabriek op zich en werd eveneens burgemeester van het dorp.
Tijdens de Tweede Wereldoorlog ging het echtpaar Lehouck-Gerbehaye in het verzet. Vanaf 1941 werden er Joden verborgen in het kasteel waarin het echtpaar woonde. Op 11 februari 1944 werd het kasteel omsingeld door de Gestapo en werd Lehouck gearresteerd op beschuldiging van spionage en hulpverlening aan de geallieerden. Hij werd gedeporteerd naar Breendonk waar hij 14 dagen later werd opgehangen. De dag voor zijn executie werden eveneens zijn vrouw en zijn zoon gearresteerd. Na een tijdje opgesloten te zijn geweest in de gevangenis van Sint-Gillis werd Gerbehaye op 5 juni 1944 gedeporteerd naar Ravensbrück. Door bemiddeling van het Zweedse Rode Kruis kon ze er op 24 april 1945 vertrekken. Nauwelijks 35 kg zwaar werd ze gedurende een maand verzorgd in een Zweeds ziekenhuis. Op 29 juni 1945 kon ze terugkeren naar Senzeilles. Hun zoon Paul, die vernoemd was naar zijn gesneuvelde oom, stierf echter in Bautzen.
Terug in België nam Gerbehaye de leiding van de fabriek op zich. Bij de gemeenteraadsverkiezingen van oktober 1946 stelde zij zich kandidaat en werd verkozen. In 1947 werd ze de nieuwe burgemeester van het dorp, in die tijd een van de weinige vrouwelijke burgemeesters van het land.
In 1950 werd Gerbehaye verkozen tot senator voor de PSC als vertegenwoordiger voor het kiesarrondissement Namen-Philippeville, een mandaat dat ze vervulde tot in 1954. Zij maakte deel uit van de senaatscommissie voor de wederopbouw en maakte deel uit van de parlementaire delegatie bij de Verenigde Naties in New York. Gerbehaye zette zich actief in voor het statuut van de politieke gevangenen.
Ze werd opnieuw senator van 1954 tot 1958 als nationaal gecoöpteerd lid en een derde maal van 1958 tot 1961 als verkozene voor het arrondissement Namen. 
Vanaf dan wijdde zij zich voltijds aan het burgemeesterschap van Senzeille en dit tot op 31 december 1976, waarna de gemeente fusioneerde met Cerfontaine.
Zij stierf op 87-jarige leeftijd in Bouge (stad Namen).